# E20 (európai út)
| E 20 |

Az E20 európai út, amely az írországi Shannoni repülőtértől indul és az oroszországi Szentpétervárig tart. Teljes hossza 1880 km, ebből 770 km Svédország területén található.

## Nyomvonala
Shannoni repülőtér – Limerick – Dublin – (Írország–Egyesült Királyság komp) – Liverpool – Manchester – Leeds – Kingston upon Hull – (Egyesült Királyság–Dánia tengeri szakasz) –  Esbjerg – Odense – Koppenhága – (dán–svéd határ, Øresund híd)  – Malmö – Halmstad – Göteborg – Skara – Örebro – Eskilstuna – Stockholm – (svéd–észt komp) – Tallinn – Narva – (észt–orosz határ) – Szentpétervár

### Kapcsolódó utak
Az E20-at keresztező vagy hozzá kapcsolódó európai utak:
- E 1 Dublinnál
- E 5 Liverpoolnál
- E 15 Leedsnél
- E 45 Koldingnál
- E 47 és E 55 közös szakasz Koppenhágától délre
- E 65 keresztezés Malmőnél
- E 22 rövid közös szakasz Malmö után
- E 6 közös szakasz Malmö és Göteborg között
- E 4 rövid közös szakasz Helsingborgnál
- E 18 közös szakasz Örebro és Arboga között
- E 4 közös szakasz Södertälje és Stockholm között
- E 67 és E 263 Tallinnál
- E 95 Szentpétervárnál

## Képek

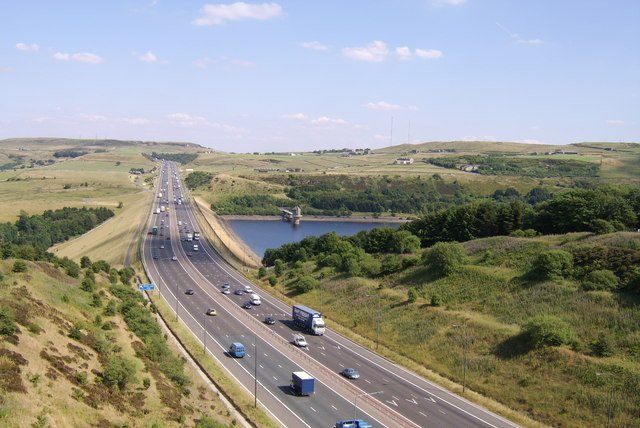
Az M62 autópálya West Yorkshire-ben
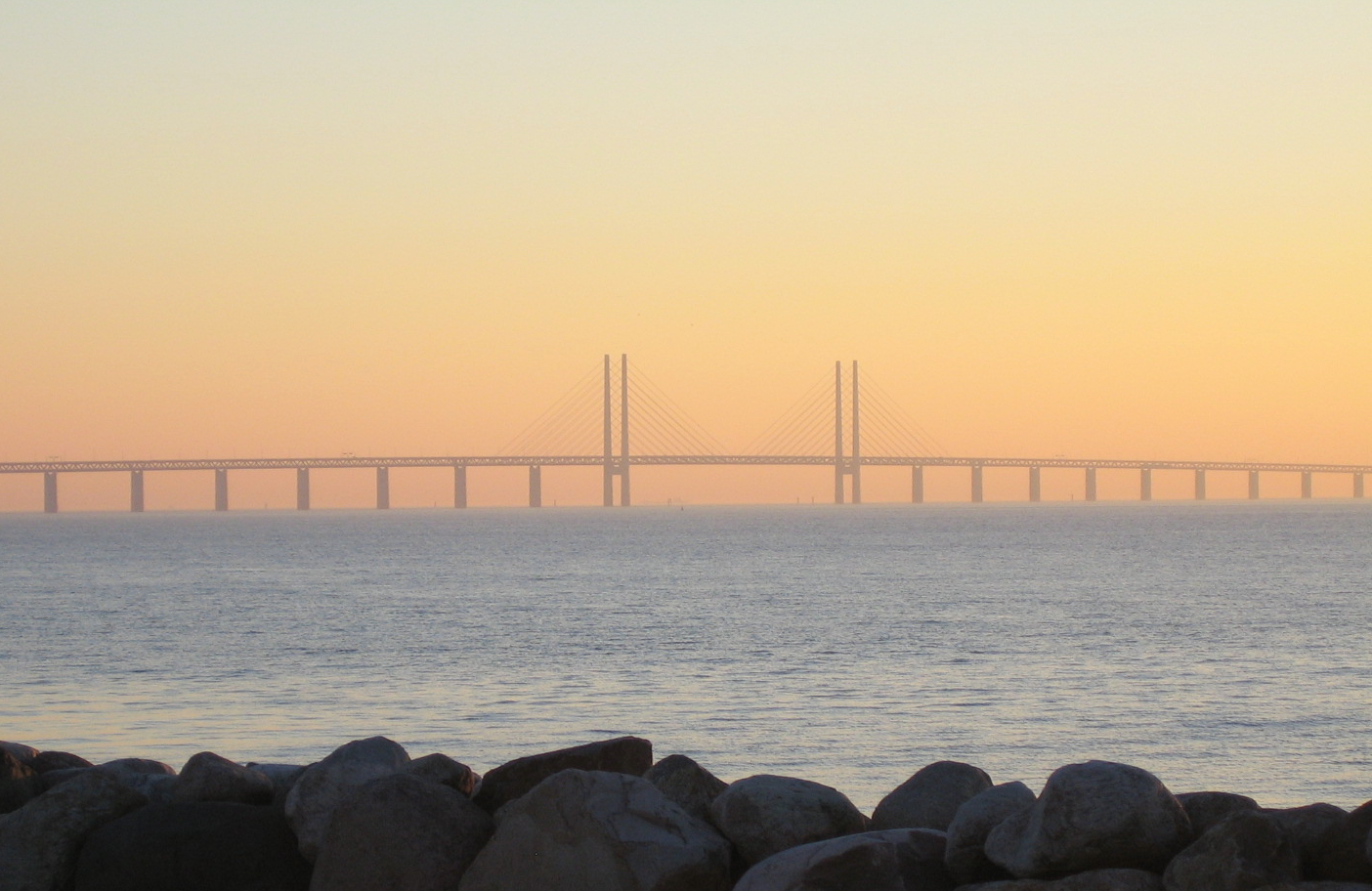
Az Øresund híd Dánia és Svédország között